# Lebrunia (actiniaria)

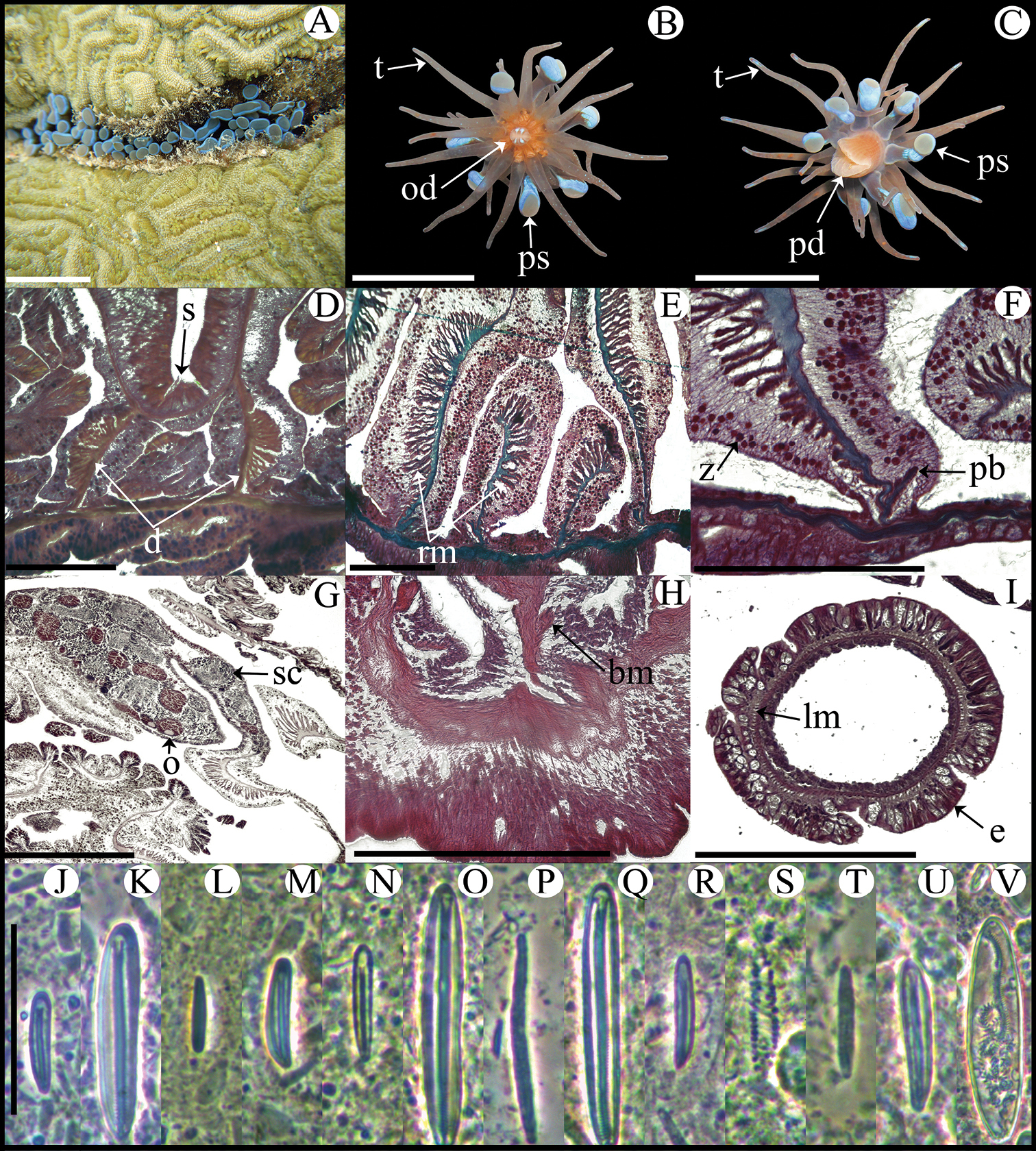
Lebrunia coralligens. A Espécimen vivo en hábitat natural B Vista oral C Vista disco pedal D Sección transversal de columna distal mostrando un sifonoglifo E Deatalle de músculos retractores F Deatalle de músculos parietobasilares G Detalle de un mesenterio mostrando oocitos y quistes espermáticos H Sección longitudinal de la base mostrando músculos basilares I Sección transversal de tentáculo J–V Cnidocitos.– actinofarínge: J pequeño microbasic p-amastigoforo K microbasic p-amastigoforo; columna: L pequeño basitricho Mpequeño microbasic p-amastigoforo; filamento: N pequeño microbasic p-amastigoforo O microbasic p-amastigoforo; tentáculo: P basitricho Q microbasic p-amastigoforo R small microbasic p-amastigoforo S espirocisto; pseudotentáculo: T basitricho U microbasic p-amastigoforo V macrobasic p-amastigoforo. Abreviaturas.– bm: músculo basilar, d: directivos, e: epidermis, lm: músculo longitudinal, o: oocisto, od: disco oral, pd: disco pedal, pm: músculo parietobasilar, ps: pseudotentáculo, rm: músculo retractor, s: sifonoglifo, sc: quiste espermático; t: tentáculo, z: zooxantelas. Barras de escala: A–C: 10 mm; D–H: 200 μm; I: 100 μm; J–U: 25 μm; V: 20 μm.

Lebrunia es un género de anémonas de mar de la familia Aliciidae.
Se caracterizan por poseer debajo de los tentáculos unas protuberancias o pseudotentáculos, con vesículas urticantes distintivas.

## Especies
El Registro Mundial de Especies Marinas acepta las siguientes especies:
- Lebrunia coralligens. (Wilson, 1890)
- Lebrunia neglecta. (Duchassaing & Michelotti, 1860)

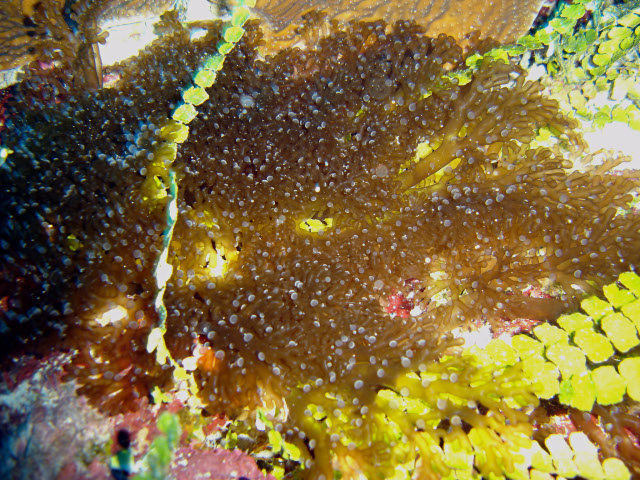
Lebrunia coralligens
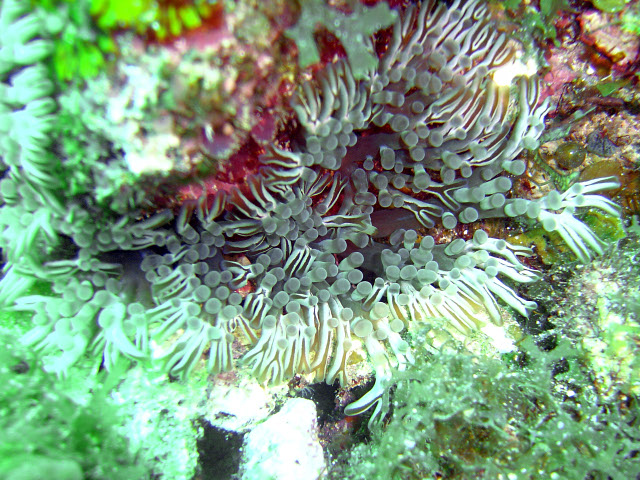
Lebrunia neglecta

## Morfología
Su cuerpo es cilíndrico. Su extremo basal es un disco plano que funciona como pie, el disco pedal, que en este género está bien desarrollado, y su extremo apical es el disco oral, el cual tiene la boca en el centro, y alrededor tentáculos compuestos de cnidocitos, células urticantes provistas de neurotoxinas paralizantes en respuesta al contacto. La anémona utiliza este mecanismo para evadir enemigos o permitirle ingerir presas más fácilmente hacia la cavidad gastrovascular. Su picadura es también venenosa y dolorosa para los humanos.
Su característica más distintiva es la presencia de largos pseudotentáculos, de 4 a 8, justo debajo de los tentáculos que rodean el disco oral. En los ejemplares jóvenes están sin ramificar o escasamente, siendo en los adultos claramente ramificados.
Tanto la columna, como sus tentáculos, tienen puntos con células urticantes. En la parte superior de la columna, encima de los pseudotentáculos, tienen débiles músculos longitudinales. Poseen seis pares de mesenterios perfectos fértiles y algunos imperfectos.

## Hábitat y comportamiento
En superficies rocosas y, normalmente, con la columna invisible enterrada en grietas o cabezas de coral. Durante el día tampoco son visibles los tentáculos, siendo visibles tan sólo los pseudotentáculos.
En profundidades de 0 a 60 m, y en un rango de temperaturas entre 26.26 y 27.84 °C.
Viven en simbiosis con varios crustáceos como Ancylomenes pedersoni, Periclimenes yucatanicus, Periclimenes rathbunae, Thor amboinensis, Stenorhynchus seticornis, o Mithraculus cinctimanus.

## Distribución geográfica
Habitan en aguas tropicales del océano Atlántico occidental, desde Florida a Brasil, incluyendo Bermudas, Bahamas, el Golfo de México y el Caribe.

## Alimentación
Se alimentan por la noche de las presas de zooplancton o de peces, que capturan con sus tentáculos.